# Li Čchun-chua
Li Čchun-chua (* 1984 Ťiang-si) je bývalá čínská reprezentantka ve sportovním lezení, mistryně Asie v lezení na rychlost.

## Závodní výsledky
| Mistrovství světa | Mistrovství světa |
| Rok               | 2009              |
| ----------------- | ----------------- |
| Rychlost          | 3                 |

| Světový pohár | Světový pohár | Světový pohár    |
| Rok           | 2008          | 2009             |
| ------------- | ------------- | ---------------- |
| Rychlost      | 4             |                  |
| jednotlivě    | -,,,7,7,5     | Bronzová medaile |
|               |               |                  |
| Kombinace     | 5             |                  |

| Mistrovství Asie | Mistrovství Asie | Mistrovství Asie | Mistrovství Asie | Mistrovství Asie |
| Rok              | 2007             | 2008             | 2009             | 2010             |
| ---------------- | ---------------- | ---------------- | ---------------- | ---------------- |
| Rychlost         | 2                | 3                | 1                | 3                |